# Jan Mendling
Jan Mendling (* 4. April 1976 in Neuwied) ist ein deutscher Wirtschaftsinformatiker und Professor an der Humboldt-Universität Berlin mit einem fachlichen Schwerpunkt im Bereich Prozessmanagement. Bis 2021 lehrte er an der Wirtschaftsuniversität Wien.

## Leben und Ausbildung
Mendling besuchte das Kurfürst-Salentin-Gymnasium in Andernach. Er studierte an den Universitäten Antwerpen, Trier und der Wirtschaftsuniversität Wien. An dieser Universität promovierte er 2007 im Fach Wirtschaftsinformatik zum Dr. rer. soc. oec.

## Karriere und Forschung
Nach seiner Promotion arbeitete er als Postdoctoral Fellow an der Queensland University of Technology in Australien sowie von 2008 bis 2011 als Junior-Professor an der HU Berlin. Von 2011 bis 2021 lehrte er als Professor an der Abteilung für Informationssysteme und Betrieb der Wirtschaftsuniversität Wien. Er leitete das dortige Institut für Informationswirtschaft.
Mendling übernahm außerdem Gastprofessuren an der Universität Liechtenstein (seit 2011), Universität Ljubljana (seit 2013) und Télécom SudParis (2015). Zudem war er Gastforscher an der TU Eindhoven, bei IBM Research in Indien und an der City University Hong Kong.
2021 wechselte Mendling an die Humboldt-Universität zu Berlin, wo er Einstein-Professor für Process Science wurde. Daneben ist er Vorstand der österreichischen Gesellschaft für Prozessmanagement.
Mendling hat im Rahmen seiner Forschung mehrere Projekte durchgeführt. Von 2013 bis 2015 war er an einem Projekt zu Business Value of Real-Time and High-Performance Computing beteiligt sowie von 2018 bis 2021 an einem zu Successful Adoption of Business Process Management. Ein anderes Projekt, an dem er von 2021 bis voraussichtlich Ende 2023 arbeitet, handelt von der Entwicklung von Process-Mining-Kapazitäten in Organisationen.

## Auszeichnungen
Für seine Arbeiten wurde Mendling mehrfach ausgezeichnet. Die Wirtschaftszeitschrift Handelsblatt führt ihn unter den Top-10 der Forscher im Bereich Betriebswirtschaft unter 40 Jahren.
- Auszeichnung für das beste Diplom in Wirtschaftsinformatik/Informatik an der Universität Trier, 2003[8]
- Heinz-Zemanek-Preis der Österreichischen Computer Gesellschaft für hervorragende Dissertationen auf den Gebieten der Informatik und fachverwandter Bereiche, 2007[9]
- TARGION 2008: Der INTARGIA Wissenschaftspreis für strategisches Informations- und IT-Management, 2008[10]
- Best Paper Award, International Conference on Service Oriented Computing, 2010[11]
- Best Paper Award, International Conference on Business Process Management, 2015[12]
- Best Presentation Award, Central European Workshop on Services and their Composition, 2016[13]

## Veröffentlichungen
Eine umfangreiche Liste seiner Veröffentlichungen findet sich auf der Website der Wirtschaftsuniversität Wien sowie der Website der Universität Liechtenstein. Der Großteil dieser Veröffentlichungen sind Beiträge in Fachzeitschriften oder Konferenzbänden.
Nachfolgend eine Auswahl veröffentlichter Fachbücher.
- Fundamentals of Business Process Management, 2018[14]
- Wirtschaftsinformatik, 2019[15]